# Puntate de La Mantide
La prima stagione della miniserie televisiva drammatica francese La Mantide (La Mante), composta da 6 puntate da 52 minuti ciascuna, è stata trasmessa in Svizzera su RTS Un dal 30 agosto al 13 settembre 2017, in Belgio su La Une dal 3 al 17 settembre 2017 e in Francia su TF1 dal 4 al 18 settembre 2017 e pubblicata sulla piattaforma di streaming Netflix il 13 ottobre 2017.
In Italia la stagione è stata interamente pubblicata sulla piattaforma di streaming Netflix il 29 dicembre 2017 e trasmessa in chiaro in prima serata su Canale 5 martedì 30 (con due puntate) e mercoledì 31 agosto 2022 (con quattro puntate).
| nº | Titolo originale | Titolo italiano | Prima TV          | Prima TV          | Prima TV          | Prima TV       | Pubblicazione   | Pubblicazione    |
| nº | Titolo originale | Titolo italiano | Svizzera          | Belgio            | Francia           | Italia         | Francia         | Italia           |
| -- | ---------------- | --------------- | ----------------- | ----------------- | ----------------- | -------------- | --------------- | ---------------- |
| 1  | Épisode 1        | Episodio 1      | 30 agosto 2017    | 3 settembre 2017  | 4 settembre 2017  | 30 agosto 2022 | 13 ottobre 2017 | 29 dicembre 2017 |
| 2  | Épisode 2        | Episodio 2      | 30 agosto 2017    | 3 settembre 2017  | 4 settembre 2017  | 30 agosto 2022 | 13 ottobre 2017 | 29 dicembre 2017 |
| 3  | Épisode 3        | Episodio 3      | 6 settembre 2017  | 10 settembre 2017 | 11 settembre 2017 | 31 agosto 2022 | 13 ottobre 2017 | 29 dicembre 2017 |
| 4  | Épisode 4        | Episodio 4      | 6 settembre 2017  | 10 settembre 2017 | 11 settembre 2017 | 31 agosto 2022 | 13 ottobre 2017 | 29 dicembre 2017 |
| 5  | Épisode 5        | Episodio 5      | 13 settembre 2017 | 17 settembre 2017 | 18 settembre 2017 | 31 agosto 2022 | 13 ottobre 2017 | 29 dicembre 2017 |
| 6  | Épisode 6        | Episodio 6      | 13 settembre 2017 | 17 settembre 2017 | 18 settembre 2017 | 31 agosto 2022 | 13 ottobre 2017 | 29 dicembre 2017 |

## Episodio 1
- Titolo originale: Épisode 1

### Trama
Jeanne Deber, soprannominata La Mantide, è una donna matura che per anni ha scosso l'opinione pubblica francese, è stata difatti responsabile di un considerevole numero di omicidi. Le sue vittime erano uomini dall'inappuntabile condotta sociale ma dall'esecrabile comportamento casalingo, minacce, violenze fisiche e psicologiche inflitte alle persone care. Jeanne, che si trova in carcere ormai da molti anni, viene chiamata all'ordine dalla polizia perché in città un serial killer sta agendo replicando gli stessi metodi omicidi de La Mantide. Jeanne comincia a collaborare affiancando il commissario Dominique Ferracci, che anni prima aveva arrestato proprio lei. Jeanne decide di collaborare con la polizia e accetta la richiesta avanzata dagli agenti nel rintracciare l'assassino soltanto a una condizione: quella di poter trattare con suo figlio Damien, divenuto un poliziotto di professione e che dal momento del suo arresto l'ha cancellata dalla sua vita, cambiando persino nome.
- Ascolti Francia: telespettatori 5 676 000 – share 22,4%[9].
- Ascolti Italia: telespettatori 1 124 000 – share 8,20%[10].

## Episodio 2
- Titolo originale: Épisode 2

### Trama
Durante una serata la polizia riesce ad arrivare all'autore dei continui omicidi, che sembra essere un tal Baptiste Séverin, un funzionario pubblico apparentemente normale e consumato da impulsi omicidi. L'uomo per vendicarsi di suo fratello, prima lo rapisce e poi si finge lui davanti alla moglie di lui e i suoi figli. La polizia trova una foto di famiglia modificata con la faccia di Baptiste al posto del fratello, così grazie al computer riescono a risalire alla foto originale. La polizia si reca a casa del fratello di Baptiste, per mettere in salvo la moglie con i figli e per arrestare Baptiste. Quest'ultimo una volta in prigione, pur essendo stato messo alle strette non confessa dove ha portato il fratello che aveva rapito. Successivamente Baptiste ha un confronto con Jeanne, che dopo aver scoperto che stava collaborando con la polizia si innervosisce per poi venire stordito dagli agenti. La polizia dopo aver controllato le riprese delle telecamere di videosorveglianza dell'ospedale, trovano un uomo che con un furgone si reca nei sotterranei dell'ospedale, dove viene ritrovato il fratello di Baptiste all'interno di una lavatrice in funzione. L'uomo viene tirato fuori dalla lavatrice da Damien e soccorso da un'infermiera. Quest'ultimo incontra sua madre, mettendo subito le cose in chiaro: la loro sarà solo una collaborazione professionale e non ha nessuna intenzione di perdonarla per i crimini commessi da lei in passato.
- Ascolti Francia: telespettatori 4 950 000 – share 23,8%[9].
- Ascolti Italia: telespettatori 1 124 000 – share 8,20%[10].

## Episodio 3
- Titolo originale: Épisode 3

### Trama
I corpi degli uomini uccisi si accumulano e La Mantide si rivela più che mai essenziale per le indagini. L'imitatore mette la polizia sulle tracce di un corpo gettato in un pozzo diversi mesi prima. Quest'ultimo crimine non fa riferimento a nessuno degli omicidi commessi da La Mantide. Damien affronta la madre a proposito di questo omicidio originale. Nel frattempo Lucie si interroga sempre più sugli stati d'animo del marito Damien e decide di recarsi al villaggio della sua infanzia, accompagnata dalla sua amica Virginie.
- Ascolti Francia: telespettatori 4 730 000 – share 20,1%[11].
- Ascolti Italia: telespettatori 904 000 – share 9,60%[12].

## Episodio 4
- Titolo originale: Épisode 4

### Trama
La Mantide è scappata dopo aver avvelenato il suo sorvegliante con una sostanza che ha ricavato dagli insetti nel condotto dell'aria e una volta fuori ha l'intenzione di uccidere ancora. Ma contro ogni previsione decide di andare a casa di Damien, con l'unica intenzione di incontrare Lucie. Il copycat ha fatto recapitare un telefono al 36 di Quai des Orfèvres in modo da poter corrispondere direttamente con Jeanne, mentre per gli investigatori è un'occasione inaspettata per rintracciare, identificare e trovare l'assassino. Gli agenti pensano di poter tendere una trappola all'imitatore pedinando una delle sue prossime vittime, ma in realtà il copycat ha preso di mira una delle persone molto più vicina.
- Ascolti Francia: telespettatori 4 110 000 – share 22,7%[11].
- Ascolti Italia: telespettatori 904 000 – share 9,60%[12].

## Episodio 5
- Titolo originale: Épisode 5

### Trama
Damien chiede a Lucie di andarsene dopo averle rivelato che sua madre è La Mantide, in modo da proteggerla in quanto è convinto che sua madre è una minaccia per lei e la sua famiglia. Così Lucie si trasferisce a casa dell'amica Virginie. Il profilo del copycat diventa più chiaro: la sua riproduzione è identica a un rituale che si trova sulla scena del crimine, così la polizia pensa che fosse fisicamente presente al momento del delitto. La Mantide dopo aver pensato al suo passato, mette Damien sulle tracce di un bambino picchiato dai genitori per aver messo in dubbio il proprio sesso, in quanto si tratta di un ragazzo trans. Damien dopo aver scoperto che Virginie è il copycat, chiama Lucie per farla scappare di corsa.
- Ascolti Francia: telespettatori 5 008 000 – share 19,8%[13].
- Ascolti Italia: telespettatori 904 000 – share 9,60%[12].

## Episodio 6
- Titolo originale: Épisode 6

### Trama
Si scopre che in realtà Camille è Virginie, l'amica di famiglia di Damian e Lucie, ed è lei il copycat de La Mantide. Quando lo scoprono però è troppo tardi perché rapisce Lucie e chiede in cambio Jeanne. Lo scambio avviene e successivamente dopo aver fatto arrestare Camille, Jeanne scappa. Si scopre che non era stato un leone ad uccidere la madre di Jean, ma il padre che da anni abusava anche di Jeanne. La Mantide era intenzionata ad ucciderlo per ottenere vendetta ma Damian arriva prima ed insieme decidono di non uccidere l'uomo, che piuttosto si suicida nel pozzo in cui era stato ucciso il padre di Damien. Lucie comunica al marito che non ha perso il bambino, mentre lui e Jeanne si commuovono in un abbraccio madre-figlio.
- Ascolti Francia: telespettatori 4 680 000 – share 22,6%[13].
- Ascolti Italia: telespettatori 904 000 – share 9,60%[12].